# Carpe Diem (Saxon)
Carpe Diem è il ventitreesimo album in studio del gruppo musicale heavy metal britannico Saxon, pubblicato il 4 febbraio 2022.

## Tracce
1. Carpe Diem (Seize the Day) - 04:42
2. Age of Steam - 04:09
3. The Pilgrimage - 06:29
4. Dambusters - 03:20
5. Remember the Fallen - 05:15
6. Super Nova - 04:21
7. Lady in Gray - 05:13
8. All for One - 03:43
9. Black Is the Night - 04:12
10. Living on the Limit - 02:55

## Formazione
- Biff Byford - voce
- Paul Quinn - chitarra
- Doug Scarratt - chitarra
- Nibbs Carter - basso
- Nigel Glockler - batteria